# Großer Pielachtaler Rundwanderweg 652

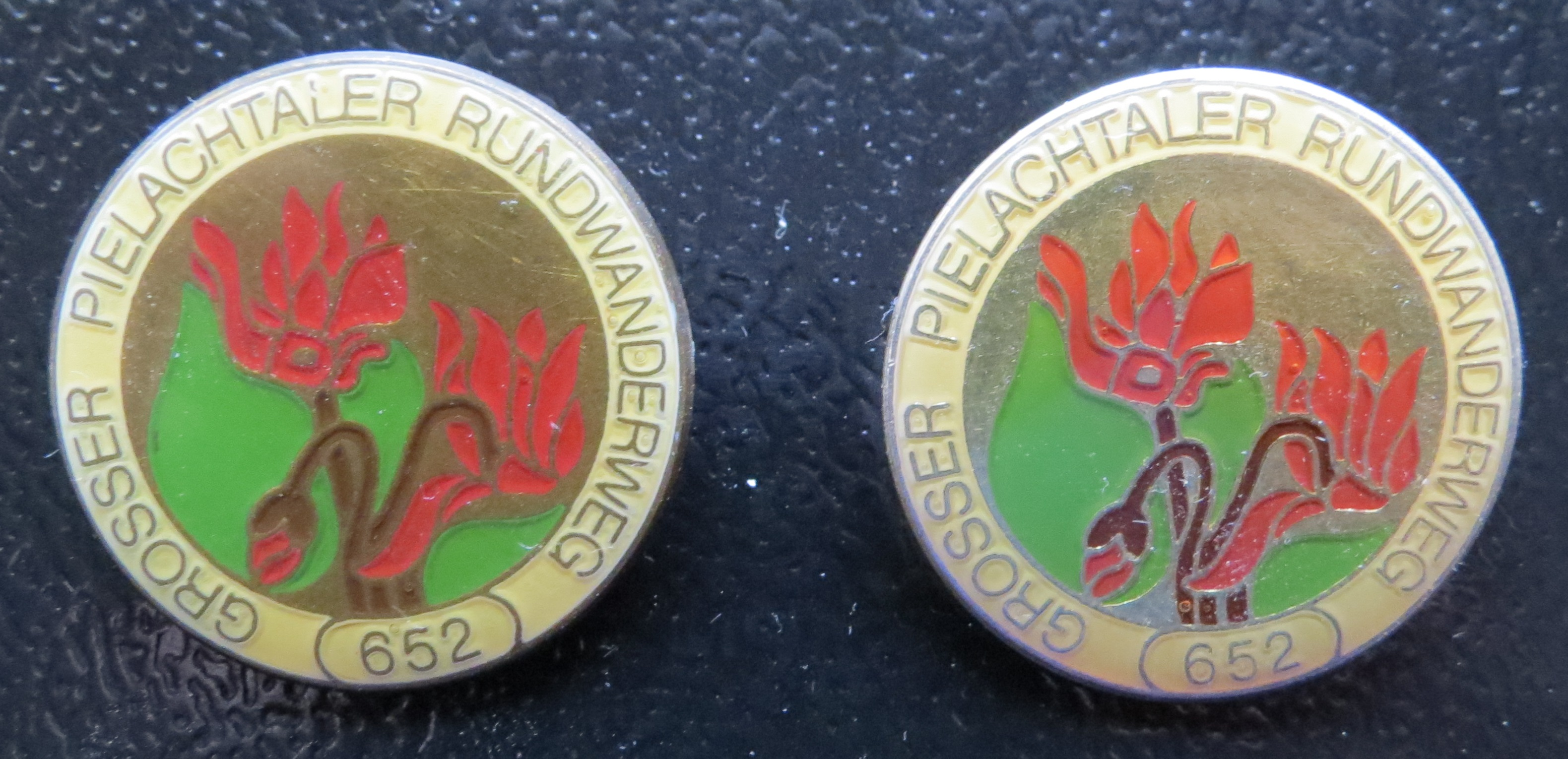
Wandernadel zum Großen Pielachtaler Rundwanderweg in Bronze und Silber

Der  Große Pielachtaler Rundwanderweg 652 ist ein 116,4 km (früher 107 km) langer Wanderweg mit 4035 Höhenmetern im Pielachtal (Niederösterreich), welcher ganzjährig begangen werden kann. Der Weg wurde 1977 gegründet und ist mit der Nummer 652 auf rot-weiß-rot hinterlegten Schildern beschriftet.

## Wegverlauf
Der Weg führt von Nordosten über die Gemeinden Ober-Grafendorf, Weinburg, Hofstetten-Grünau, Rabenstein an der Pielach, Kirchberg an der Pielach bis Frankenfels und Schwarzenbach an der Pielach, wo er den südlichsten Punkt erreicht und wieder zurück über Loich, Kirchberg an der Pielach, Rabenstein an der Pielach, Hofstetten-Grünau und Ober-Grafendorf.
Die Gehzeit beträgt etwa 36 Stunden, wobei Höhenlagen von 277 m ü. A. bis 936 m ü. A. zu überschreiten sind.
Da es sich um einen Rundwanderweg handelt, kann die Wegstrecke von jedem beliebigen Punkt begonnen und in jede beliebige Richtung begangen werden. Die Wanderroute ist gut mit der Eisenbahn (Mariazellerbahn) oder mit dem PKW erreichbar.

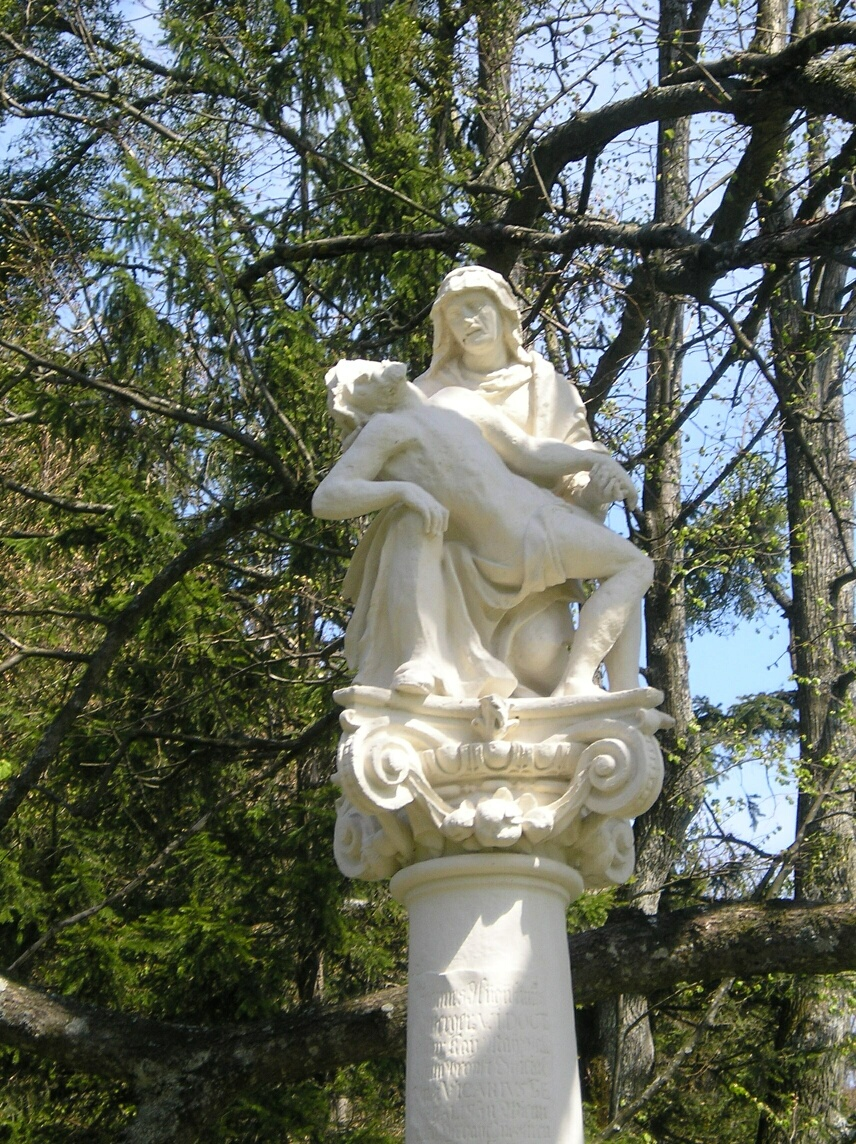
Das Schwabeck-Kreuz, wo sich der Europäische Fernwanderweg E4 mit dem Großen Pielachtaler Rundwanderweg 652 kreuzt (2005)

## Etappen
Abhängig von der Kondition werden zwei bis 14 Etappen vorgeschlagen.
Baumgarten – Eck – Grünau – Gnauöd – Luft – Schwabeck-Kreuz – Grüntalkogelhütte – Höbarten – Frankenfels – Falkensteinmauer – Schwarzenbach an der Pielach – Loich – Sois – Tradigist – Kaiserkogel – Hading – Baumgarten
Beim Schwabeck-Kreuz kreuzt sich der Weg mit dem Voralpenweg 04 und damit auch mit dem Europäischen Fernwanderweg E4.
Es ist neben einer kostenlosen Pielachtaler Wanderkarte auch ein Pielachtaler Wanderführer zum Preis von € 6,00 (Stand: 2008) erhältlich.

## Sonstiges
Es gibt Kontrollstellen in Gasthäusern oder auch Selbstkontrollstellen, wo im Wanderpass Stempelabdrücke eingetragen werden können.
Als Anerkennung kann eine Wandernadel in drei Stufen erworben werden. Bronze für die Erstbegehung, Silber für die zweite Begehung und Gold für mehrmalige dokumentierte Wanderung.
Die Benützung des Pielachtaler Rundwanderweges erfolgt auf eigene Gefahr.
Bis April 2022 gingen 2160 Personen mit Kontrollkarte und Stempeln.